# Help! (filme)
Help! (bra: Socorro!; prt: Socorro!) é o segundo filme realizado pelo grupo de rock inglês The Beatles. Lançado em 29 de julho de 1965. A trilha sonora do filme saiu em um  álbum homônimo.

## História
Uma aventura surreal, filmado em Londres, Bahamas e Obertauern, na Áustria. No filme os Beatles são perseguidos por membros de um culto indiano que querem o anel que Ringo está usando. O filme não teve tanta aceitação de crítica como seu antecessor, A Hard Day's Night. 
Inicialmente o filme se chamaria Eight Arms To Hold You. O filme custou o dobro do preço do anterior por ser filmado a cores e por ter feito em algumas locações exóticas. Nos Estados Unidos saiu um LP com a trilha sonora do filme. Na Inglaterra porém nem todas as músicas do LP foram apresentadas no filme.
Durante os depoimentos feito no documentário Anthology, Paul e Ringo disseram que muitas cenas do filme foram gravadas com os Beatles sob efeito de maconha.
Participaram do filme, além dos Beatles, os atores Leo McKern, Eleanor Bron, Victor Spinetti, John Bluthal e Roy Kinnear.

## Canções no filme
- "Help!"
- "You're Going To Lose That Girl"

The Beatles em uma cena de Help!, filmada nas Bahamas

- "You've Got To Hide Your Love Away"
- "Ticket To Ride"
- "The Night Before"
- "I Need You"
- "Another Girl"